# Saint-Ouën-des-Toits
Saint-Ouën-des-Toits és un municipi francès situat al departament de Mayenne i a la regió de País del Loira. L'any 2007 tenia 1.701 habitants.

## Demografia

### Població
El 2007 la població de fet de Saint-Ouën-des-Toits era de 1.701 persones. Hi havia 628 famílies de les quals 122 eren unipersonals (65 homes vivint sols i 57 dones vivint soles), 196 parelles sense fills, 286 parelles amb fills i 24 famílies monoparentals amb fills.
La població ha evolucionat segons el següent gràfic:
Habitants censats

### Habitatges
El 2007 hi havia 687 habitatges, 629 eren l'habitatge principal de la família, 18 eren segones residències i 39 estaven desocupats. 626 eren cases i 43 eren apartaments. Dels 629 habitatges principals, 473 estaven ocupats pels seus propietaris, 153 estaven llogats i ocupats pels llogaters i 3 estaven cedits a títol gratuït; 15 tenien una cambra, 26 en tenien dues, 73 en tenien tres, 138 en tenien quatre i 377 en tenien cinc o més. 480 habitatges disposaven pel capbaix d'una plaça de pàrquing. A 201 habitatges hi havia un automòbil i a 385 n'hi havia dos o més.

### Piràmide de població
La piràmide de població per edats i sexe el 2009 era:
| Homes | Edats   | Dones |
| ----- | ------- | ----- |
| 0     | 95 o +  | 0     |
| 0     | 90 a 94 | 0     |
| 12    | 85 a 89 | 12    |
| 4     | 80 a 84 | 12    |
| 16    | 75 a 79 | 20    |
| 20    | 70 a 74 | 32    |
| 24    | 65 a 69 | 16    |
| 40    | 60 a 64 | 16    |
| 28    | 55 a 59 | 28    |
| 76    | 50 a 54 | 60    |
| 48    | 45 a 49 | 60    |
| 52    | 40 a 44 | 64    |
| 60    | 35 a 39 | 56    |
| 44    | 30 a 34 | 48    |
| 40    | 25 a 29 | 36    |
| 40    | 20 a 24 | 32    |
| 60    | 15 a 19 | 52    |
| 80    | 10 a 14 | 64    |
| 60    | 5 a 9   | 56    |
| 32    | 0 a 4   | 28    |

## Economia
El 2007 la població en edat de treballar era de 1.108 persones, 905 eren actives i 203 eren inactives. De les 905 persones actives 859 estaven ocupades (451 homes i 408 dones) i 46 estaven aturades (22 homes i 24 dones). De les 203 persones inactives 74 estaven jubilades, 88 estaven estudiant i 41 estaven classificades com a «altres inactius».

### Ingressos
El 2009 a Saint-Ouën-des-Toits hi havia 606 unitats fiscals que integraven 1.735,5 persones, la mediana anual d'ingressos fiscals per persona era de 18.441 €.

### Activitats econòmiques
Dels 55 establiments que hi havia el 2007, 1 era d'una empresa alimentària, 2 d'empreses de fabricació de material elèctric, 2 d'empreses de fabricació d'altres productes industrials, 12 d'empreses de construcció, 8 d'empreses de comerç i reparació d'automòbils, 2 d'empreses d'hostatgeria i restauració, 1 d'una empresa d'informació i comunicació, 3 d'empreses financeres, 10 d'empreses de serveis, 7 d'entitats de l'administració pública i 7 d'empreses classificades com a «altres activitats de serveis».
Dels 13 establiments de servei als particulars que hi havia el 2009, 2 eren tallers de reparació d'automòbils i de material agrícola, 2 guixaires pintors, 5 lampisteries, 1 empresa de construcció, 2 perruqueries i 1 saló de bellesa.
Dels 2 establiments comercials que hi havia el 2009, 1 era una fleca i 1 una carnisseria.
L'any 2000 a Saint-Ouën-des-Toits hi havia 65 explotacions agrícoles que ocupaven un total de 1.222 hectàrees.

## Equipaments sanitaris i escolars
El 2009 hi havia 2 escoles elementals.

## Poblacions més properes
El següent diagrama mostra les poblacions més properes.